# James Earl Major
James Earl Major (* 5. Januar 1887 in Donnellson, Montgomery County, Illinois; † 4. Januar 1972 in Hillsboro, Illinois) war ein US-amerikanischer Jurist und Politiker. Zwischen 1923 und 1933 vertrat er drei Mal den Bundesstaat Illinois im US-Repräsentantenhaus; anschließend wurde er Bundesrichter.

## Werdegang
James Major besuchte die öffentlichen Schulen seiner Heimat und danach bis 1907 das Brown’s Business College. Nach einem anschließenden Jurastudium am Illinois College of Law in Chicago und seiner 1910 erfolgten Zulassung als Rechtsanwalt begann er in Hillsboro in diesem Beruf zu arbeiten. Zwischen 1912 und 1920 war er Staatsanwalt im dortigen Montgomery County. Gleichzeitig schlug er als Mitglied der Demokratischen Partei eine politische Laufbahn ein.
Bei den Kongresswahlen des Jahres 1922 wurde Major im 21. Wahlbezirk von Illinois in das US-Repräsentantenhaus in Washington, D.C. gewählt, wo er am 4. März 1923 die Nachfolge des Republikaners Loren E. Wheeler antrat, den er bei der Wahl geschlagen hatte. Da er im Jahr 1924 gegen Wheeler verlor, konnte er bis zum 3. März 1925 zunächst nur eine Legislaturperiode im Kongress absolvieren. Danach praktizierte er wieder als Anwalt. Bei den Wahlen des Jahres 1926 konnte Major seinen Rivalen Wheeler wieder besiegen und am 4. März 1927 erneut in den Kongress einziehen, wo er bis zum 3. März 1929 verblieb. Im Jahr 1928 unterlag er Frank M. Ramey. 1930 schaffte er erneut sein Comeback in den Kongress, wo er am 4. März 1931 Ramey wieder ablöste. Nach einer Wiederwahl konnte Major sein Mandat bis zu seinem Rücktritt am 6. Oktober 1933 ausüben. Diese Zeit war von der Weltwirtschaftskrise geprägt. Im Jahr 1933 war er einer der Kongressabgeordneten, die mit der Durchführung eines Amtsenthebungsverfahrens gegen den Bundesrichter Harold Louderback betraut waren.
Majors Rücktritt erfolgte nach seiner Ernennung zum Bundesrichter. Zunächst wurde er von Präsident Franklin D. Roosevelt zum Richter am Bundesbezirksgericht für den südlichen Distrikt von Illinois ernannt, wo er am 26. Januar 1934 die Nachfolge von Louis Fitzhenry antrat. Diesem folgte er dann erneut am 23. März 1937 als Richter am Bundesberufungsgericht für den siebten Gerichtskreis. Von 1948 bis 1954 übte er dort als Chief Judge den Vorsitz aus. Am 23. März 1956 wechselte er in den Senior-Status. Er starb am 4. Januar 1972 in Hillsboro.